# Hannah Schneider
Hannah Schneider er en dansk sangerinde og komponist. Hun er udstyret med en unik stemme og har udgivet fire soloplader i eget navn og to EP'er med bandet AyOwA.
Hannah Schneider har som soloartist haft en omfattende karriere. Med 5 anmelderroste albums samt 2 udgivelser med det elektroniske projekt Sinusstøv, har hun turneret det i det meste af Europa og USA, og etableret sig som et af landets mest interessante stemmer. I september 2022 udgav hun solo albummet “Ocean Letters”, som modtog store roser fra anmeldere på bl. a. Politiken, Jyllandsposten og Gaffa. Opfølgeren  "In This Room", som er skrevet og optaget under et recidency på Thorvaldsens Museum i København,  ventes til efteråret 2025.
I 2016 grundlagde hun den elektroniske noisepop duo AyOwA med produceren Nicolai Kornerup. AyOwA har udgivet to Ep'er Eremit (2017) og Farvel (2018).
I 2017 spillede AyOwA på blandt andet Roskilde Festival og SPOT Festival.
Hannah har sammen med sanger og komponist Josephine Philip performance duoen Philip | Schneider, som har optrådt på de fleste toneangivende kunstinstitutioner og spillesteder i Danmark og lavet lydinstallationer til flere af landets museer. Sammen driver de også pladeselskabet Midnight Confessions.
Hannah medvirker som sanger og komponist på den eksperimenterende duo Kaleiidos to plader ELEMENTS og PLACES - begge plader modtog de Carlprisen 2023 + 2024 for. Hun er desuden en benyttet komponist på film, TV og landets største teaterscener.
I 2016 grundlagde hun den elektroniske noisepop duo AyOwA med produceren Nicolai Kornerup. AyOwA har udgivet to Ep'er Eremit (2017) og Farvel (2018).
I 2017 spillede AyOwA på blandt andet Roskilde Festival og Spot Festival.

## Diskografi
- Hannah Schneider (2009)
- Window Sessions (2011)
- Me vs. I (2012)
- Red Lines (2014)
- Ocean Letters (2022)